# Meshulam Riklis

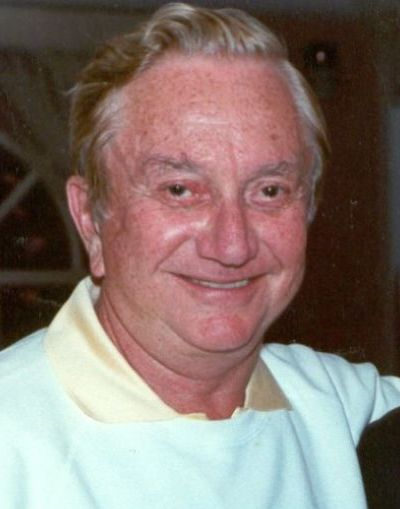
Meshulam Riklis (1988)

Meshulam Riklis [ˈmɛʃulæm ˈrɪklɪs] (hebräisch: משולם ריקליס;) (* 2. Dezember 1923 in Istanbul; † 25. Januar 2019 in Tel Aviv) war ein israelischer Finanzier, Geschäftsmann und Philanthrop, der nach Angaben seiner dritten Ehefrau in seinem Leben etwa 190 Millionen USD an israelische Wohltätigkeitsorganisationen spendete.

## Frühe Jahre
Riklis wurde 1923 in Istanbul in eine russisch-jüdische Familie geboren, seine Mutter kam aus Kiew, sein Vater aus Odessa. Sein Vater, der Zionist war, in Tel Aviv zur Schule ging, neun Sprachen sprach und in Liverpool studiert hatte, war während des Ersten Weltkriegs Offizier in der osmanischen Armee und Dolmetscher von Kemal Atatürk. Die Familie zog Anfang 1924  nach Tel Aviv um, wo der Vater ein Orangen-Export-Unternehmen gründete.
Riklis wuchs in Tel Aviv auf und besuchte das hebräische Gymnasium in Herzliya, welches er 1942 abschloss und anschließend sechs Monate in der Hagana ausgebildet wurde.
Auf Vermittlung seines Onkels war er während des Zweiten Weltkriegs Fahrer für einen jüdischen Kaplan der britischen Streitkräfte in Ägypten und Italien, womit er sich und seiner ersten Frau Judith Stern, mit der er drei Kinder hatte, 1947 die Emigration in die Vereinigten Staaten finanzierte.
Er studierte Mathematik an der Ohio State University, wo er 1950 seinen Bachelor-Abschluss machte. Das Studium und den Lebensunterhalt für seine Familie finanzierte er als Lehrer für Englisch und Hebräisch. Seine erste nennenswerte Anstellung hatte er als Junior-Aktienanalyst bei der Investmentfirma Piper, Jaffray & Hopwood in Minneapolis.

## Unternehmerische Karriere
Riklis gilt als Pionier der komplizierten Papiertransaktionen wie Junk Bonds und Leverage-Buy Outs, mit denen er die Kontrolle über große Unternehmen übernahm und anschließend die Vermögenswerte in Unternehmen transferierte, die ihm gehörten.
Sein erster bedeutender Vorstoß war die Gründung der Rapid-American Corporation im Jahr 1966 durch die Zusammenlegung seiner bedeutenden Beteiligung an der Rapid Electrotype Company, einem Unternehmen für die Herstellung von Druckplatten, mit der American Colortype Company, einem Hersteller von Stereolithografien und Puppenhausmöbeln. In der Geschichte der Rapid American Corporation und ihrer Nachfolgeorganisation Glen Alden Corporation findet man eine Reihe von Übernahmen, mit denen Riklis sein Finanzimperium schuf, darunter McCrory Stores, Leeds Travelware, Gruen Watch Company, Elizabeth Arden Kosmetik, Aunt Nellie’s Farm Kitchens, Bargain Time, Beatrice Foods, das kanadische Einzelhandelsunternehmen Dylex, Culligan International, Fabergé Cosmetics, J. J. Newberry, Lerner Shops, Lawry’s Meat Specialties, Martha White Foods, Odd Lot Trading, International Playtex, das Riviera-Hotel und -Kasino in Las Vegas, RKO-Stanley Warner Theatres, Samsonite und Schenley Industries, der einstige amerikanische Vertriebshändler von Dewar’s Whisky.
Nachdem er sein Finanzimperium aufgebaut hatte, kehrte er 1966 an die Ohio State University zurück, um seinen Master-Abschluss in Finanzen zu machen. Seine Diplomarbeit mit dem Titel Expansion durch Finanzmanagement, die auf seiner Karriere basierte, befasste sich mit „der effektiven Nutzung bzw. Nicht-Nutzung von Bargeld“. Auf dem Höhepunkt seines finanziellen Erfolgs behauptete er in einem Interview mit der Los Angeles Times, ein Nettovermögen von einer „Milliarde Dollar“ zu besitzen.
1972 gründete Riklis zusammen mit seinem Jugendfreund Ted Arison die Carnival Cruise Lines. Das Unternehmen erwarb ein Passagierschiff, die RMS Empress of Canada und verwandelte es in das erste Kreuzfahrtschiff der Welt, das den Namen Mardi Gras erhielt. 1974 kaufte Arison den Unternehmensanteil von Riklis für 1 USD und die Übernahme der Schulden in Höhe von 5 Millionen USD.
In den 1970er-Jahren war Riklis auch einer der Hauptaktionäre der Kenton Inc., der Muttergesellschaft von Cartier.
1976 war er als Geschäftsführer von Rapid American mit rund 915.000 USD Jahresgehalt der bestverdienende Angestellte der USA.
Eine der vielen Mantel- und Holdinggesellschaften, die er im Zuge des Aufbaus seines Imperiums kaufte, war E-II Holdings, bei der die anderen Investoren 1990 feststellten, dass er zwar die Namen von beeindruckenden Unternehmen, nicht aber die Vermögenswerte platziert hatte. Zu den Investoren von E-II gehörte auch Carl Icahn. Diese Investoren lehnten sich gegen Riklis auf und begannen, Immobilien des Finanzimperiums zu beschlagnahmen.

Er stellte Jeffrey Silver und den damaligen Bostoner Buchhalter Arthur Waltzman ein, um die Leitung des Riviera Hotels und Casinos 1985 zu übernehmen und es vor dem Konkurs nach Chapter 11 zu retten. Außerdem holte er Sam Distefano, der 25 Jahre lang bei Playboy Enterprises gearbeitet hatte, an Bord, um die Unterhaltungsabteilung des Resorts zu leiten und die prominenten Stars für das Bühnenprogramm für mehr als zehn Jahre persönlich anzuheuern.

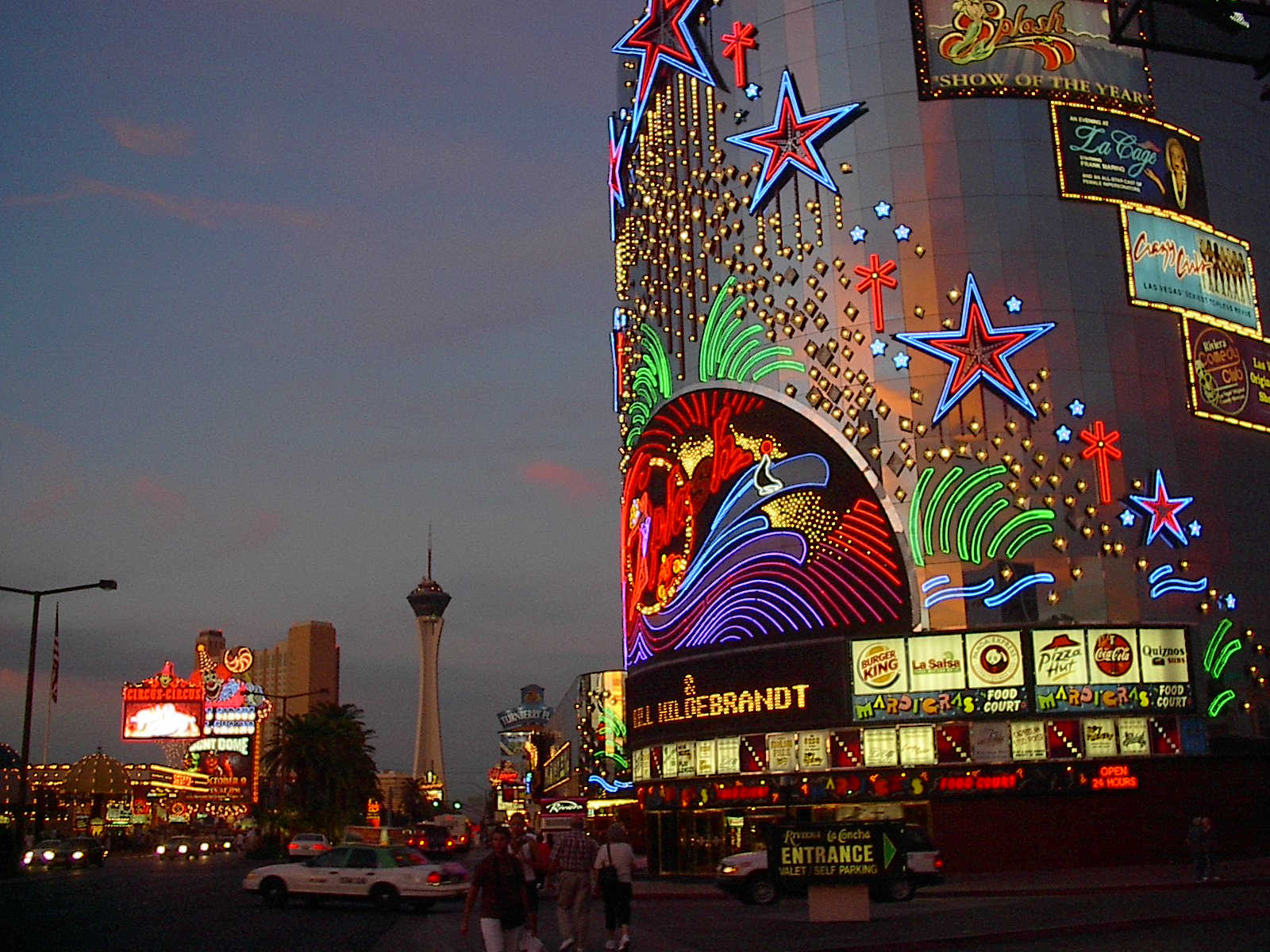
Riviera Hotel, Las Vegas Strip

Von 1993 bis 2003 betrieb Riklis als Franchisenehmer 70 Filialen der Fastfood-Kette Burger King in Israel.
Riklis wurde vorgeworfen, den Konkurs vieler in seinem Besitz befindlicher Unternehmen zu forcieren, um sich daran persönlich zu bereichern.
Das Forbes Magazine berichtete, dass Riklis, während er an der Spitze einer Reihe seiner Unternehmen stand, seinen Gläubigern über 2,9 Milliarden US-Dollar an Verbindlichkeiten schuldig blieb. Laut Forbes wurden bis 2007 weniger als 10 % davon zurückgezahlt. Im März 2013 beantragte Riklis Insolvenzschutz für die Rapid-American Corp. wegen asbestbedingter Personenschäden, die über deren Tochtergesellschaft Philip Carey Manufacturing gegen Rapid American geltend gemacht wurden.

## Kunstsammlung
Riklis sammelte Werke aus verschiedenen Epochen und Stilen, darunter geometrische abstrakte Kunst, klassische Moderne und zeitgenössische Werke. Seine Sammlung umfasste Arbeiten von Künstlern wie Amedeo Modigliani, Marc Chagall, Andy Warhol, Francis Bacon, Henri Matisse und Pablo Picasso, die nicht Teil der Riklis Collection of McCrory Corporation waren. Einige dieser Werke wurden später bei Auktionen verkauft oder an Museen gespendet. Im Jahr 2013 brach Riklis den israelischen Rekordpreis für ein verkauftes Gemälde, als er Amedeo Modiglianis Porträt von Anne Bjarne aus dem Jahr 1919 für 8,5 Millionen USD bei einer Auktion verkaufte.
Im Tel Aviv Museum of Art ist ihm ein Ausstellungsraum, die Meshulam Riklis Hall gewidmet, ebenso im MoMA.

### Die Riklis Collection of McCrory Corporation
Die Riklis Collection of McCrory Corporation war eine bedeutende Sammlung von geometrischer abstrakter Kunst, die von Celia Ascher kuratiert wurde. Die Sammlung wurde von Riklis dem Museum of Modern Art (MoMA) gespendet und umfasste 249 Werke von über 100 Künstlern. Die Ausstellung Contrasts of Form: Geometric Abstract Art 1910–1980 präsentierte eine Auswahl dieser Werke. Sie lief im MoMA vom 7. Oktober 1985 bis zum 7. Januar 1986.
Zu den Künstlern, deren Werke in der Sammlung enthalten waren, gehören:
- Robert Delaunay
- Kasimir Malewitsch
- Laszlo Moholy-Nagy
- Piet Mondrian
- Liubov Popova
- Olga Rozanova
- Theo van Doesburg
- Donald Judd
- Ellsworth Kelly
- Agnes Martin
- Kenneth Noland[38]

## Privatleben

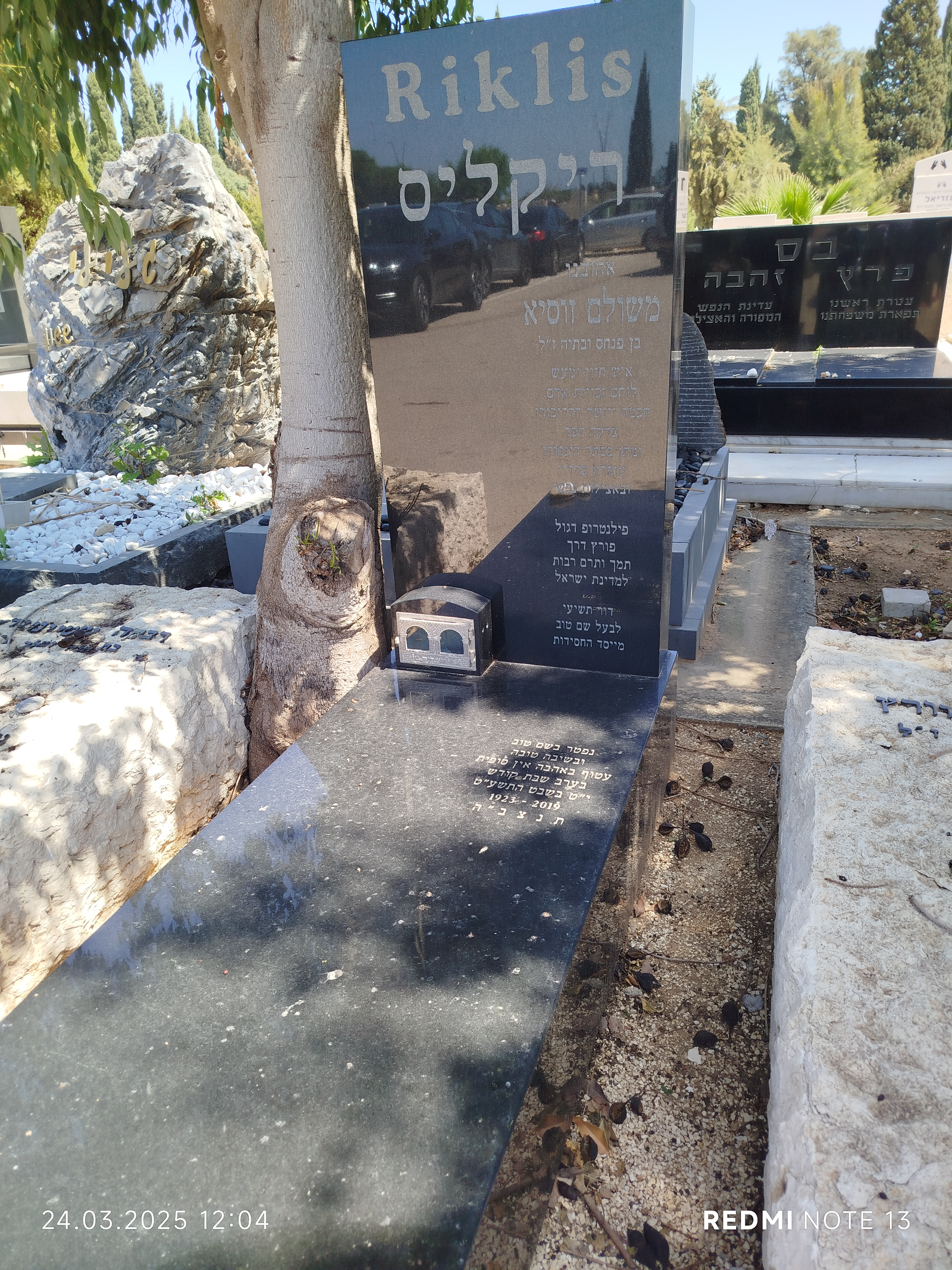
Grabstein von Meshulam Riklis auf dem Friedhof Kiryat Shaul in Tel Aviv.

Riklis und den späteren israelischen Präsidenten Ariel Sharon verband eine lebenslange, enge Freundschaft. Meshulam Riklis half Ariel Sharon 1972 finanziell beim Kauf der Kadima Ranch (auch bekannt als Havat Shikmim), als Sharon Kommandeur des Südkommandos war. Später unterstützte Riklis Sharon in seinem Verleumdungsprozess gegen das amerikanische Magazin Time im Jahr 1983.
Riklis unterstützte die Präsidentschaftskampagne von George W. Bush und die Republikanische Partei.
Nach der Scheidung von seiner ersten Frau war der damals 53-jährige Riklis seit dem 18. September 1977 mit der damals 23-jährigen Schauspielerin Pia Zadora verheiratet. Sie bekamen zwei Kinder, Kady und Kristofer.
Riklis finanzierte 1982 den Film Butterfly – Der blonde Schmetterling mit Zadora in der Hauptrolle. Ihre schauspielerische Leistung in diesem Film wurde von Filmkritikern und Komikern mit Spott bedacht und brachte ihr die Goldene Himbeere für die schlechteste Darstellerin ein. Gleichzeitig gewann sie unerwartet den Golden Globe Award als neuer Star des Jahres, nach einem von Riklis bezahlten und gut beworbenen Presse-Event, das in seinem Riviera Hotel in Las Vegas stattfand. Er finanzierte zwei weitere Filme mit Zadora; alle drei Filme gelten als Flops.
Riklis und Zadora kauften eines der bekanntesten Wahrzeichen von Beverly Hills, Pickfair Manor, das ehemalige Haus der Stummfilmlegenden Douglas Fairbanks und Mary Pickford, und ließen es abreißen, um an dieser Stelle ein größeres Haus zu bauen. Dieser Schritt brachte dem Ehepaar einige Kritik ein. Sie lebten auf dem Grundstück bis zu ihrer Scheidung im Jahr 1993.
Im Jahr 2010 heiratete Riklis im Alter von 86 Jahren seine dritte Frau, die Israeli Tali Sinai, die fast 40 Jahre jünger war als er. 2011 hatte Tali Sinai Riklis die Hauptrolle in der ersten Staffel der Doku-Soap Me'usharot (Hebräisch: מעושרות; Deutsch: Reiche Frauen), der israelischen Ausgabe von The Real Housewives.
Im Jahr 2012 verstarb seine Tochter Simona, die beruflich als Ratgeberkolumnistin Mona Ackerman bekannt war, im Alter von 66 Jahren an Krebs. Riklis starb am 25. Januar 2019 im Alter von 95 Jahren in Tel Aviv.
Einer seiner  Enkelkindern  Ari Ackerman, Sohn von Mona Ackerman, ist Mitbesitzer des Baseball-Teams Miami Marlins.

## Belege
1. 1 2 3  Richard Sandomir: Meshulam Riklis, Financier Who Wed Pia Zadora, Is Dead at 95. In: The New York Times. 27. Januar 2019, ISSN 0362-4331 (nytimes.com [abgerufen am 24. Juli 2023]).
2. 1 2 3  Toldot Yisrael: Meshulam Riklis – Full interview auf YouTube, abgerufen am 25. Juli 2023 (englisch).
3. 1 2  Meshulam Riklis. In: Horatio Alger Association. Abgerufen am 24. Juli 2023 (amerikanisches Englisch).
4. 1 2 3  Eytan Halon: Meshulam Riklis, Israeli-American 'corporate takeover artist,' dies at 95. In: The Jerusalem Post. 26. Januar 2019, abgerufen am 24. Juli 2023 (amerikanisches Englisch).
5. 1 2 3 4  CORPORATIONS: The Rapid Riser. In: Time. 6. Juni 1960, ISSN 0040-781X (time.com [abgerufen am 25. Juli 2023]).
6. ↑  Thayer Watkins: Junk Bond Financing and Financiers. In: San José State University Department of Economics. Abgerufen am 25. Juli 2023.
7. ↑  Chapter 10: The Junk Bond and the Leveraged Loan Market and Stapled Financing – Mergers, Acquisitions, and Corporate Restructurings. 6th Edition [Book]. Abgerufen am 25. Juli 2023 (englisch).
8. 1 2  Frederik Gieschen: Meshulam Riklis: The Dark Side of Graham & Dodd. In: Neckar Substack. 2. Juli 2021, abgerufen am 25. Juli 2023.
9. ↑  EVANS PRODUCTS MARKS WIDE GAIN; $3.7 Million Profit in '63 Shades $272,695 of '62. In: The New York Times. 1. Januar 1964, ISSN 0362-4331 (nytimes.com [abgerufen am 25. Juli 2023]).
10. 1 2 3 4 5  Michael a Hiltzik: A Borrowed Empire : Meshulam Riklis, Known to Most of the World as Mr. Pia Zadora, Is a Model for Today's Corporate Raiders, a Controversial Tycoon Who Built a Financial Kingdom on Debt. 17. August 1986, abgerufen am 25. Juli 2023 (amerikanisches Englisch).
11. ↑  Glen Alden Corporation $5000 Bond Certificate. Abgerufen am 25. Juli 2023 (englisch).
12. ↑  L. A. Times Archives: Riklis, Board Members Resign From E-II Holdings. 8. Dezember 1990, abgerufen am 25. Juli 2023 (amerikanisches Englisch).
13. 1 2 3  Kirby Sommers: A Bondholder’s Worst Nightmare Coming True. In: Medium. 10. März 2017, abgerufen am 25. Juli 2023 (englisch).
14. 1 2 3 4  Robert J. Cole: American Brands Sets Sale of Nine E-II Units. In: The New York Times. 14. Juni 1988, ISSN 0362-4331 (nytimes.com [abgerufen am 25. Juli 2023]).
15. 1 2  Floyd Norris: Riklis and Board Quit E-II, Leaving Debt of $1.2 Billion. In: The New York Times. 8. Dezember 1990, ISSN 0362-4331 (nytimes.com [abgerufen am 25. Juli 2023]).
16. ↑  Kirby Sommers: Meshulam Riklis: The Mo-Ghoul and the Latest Bankruptcy of Rapid American Corp. 27. Juli 2019, abgerufen am 25. Juli 2023 (amerikanisches Englisch).
17. 1 2  Meshulam Riklis: Expansion Through Financial Management. In: The Ohio State University. 1966, abgerufen am 25. Juli 2023 (amerikanisches Englisch).
18. ↑  Robert McGillivray: The Original Mardi Gras: The First Carnival Cruise Ship. In: Cruise Hive. 28. November 2020, abgerufen am 25. Juli 2023 (amerikanisches Englisch).
19. ↑  Leslie Wayne: Carnival Cruise’ Spending Spree. In: The New York Times. 28. August 1988, abgerufen am 25. Juli 2023 (amerikanisches Englisch).
20. ↑  Rapid‐American Holder Forces Officer Pay Cuts (Published 1976). 15. Juli 1976 (nytimes.com [abgerufen am 29. Juli 2023]).
21. ↑  Did Riklis Play It Straight? - Bloomberg. 22. März 1993 (bloomberg.com [abgerufen am 25. Juli 2023]).
22. ↑  The Associated Press: Auction Won By Icahn. In: The New York Times. 15. September 1990, ISSN 0362-4331 (nytimes.com [abgerufen am 25. Juli 2023]).
23. ↑  Stephanie Strom: COMPANY NEWS; E-II Holdings Wins Fight For Reorganization Plan. In: The New York Times. 26. Mai 1993, ISSN 0362-4331 (nytimes.com [abgerufen am 25. Juli 2023]).
24. ↑  Longtime casino exec Waltzman dies at 68. In: Las Vegas Sun Newspaper. 11. Juli 1996, abgerufen am 25. Juli 2023 (englisch).
25. ↑  Riviera was defined by its shows, stars — PHOTOS. In: Las Vegas Review-Journal. 3. Mai 2015, abgerufen am 25. Juli 2023 (amerikanisches Englisch).
26. ↑  Richard W. Stevenson, Special To the New York Times: High-Stakes Wager in Las Vegas. In: The New York Times. 3. Mai 1988, ISSN 0362-4331 (nytimes.com [abgerufen am 25. Juli 2023]).
27. ↑  L. A. Times Archives: SHORT TAKES : Riviera Signs Frank Sinatra. 28. September 1990, abgerufen am 25. Juli 2023 (amerikanisches Englisch).
28. ↑  Gray Fay Cashman: Grapevine: A Jewish melting pot. The Jerusalem Post, 6. Februar 2016, abgerufen am 29. Juli 2023 (amerikanisches Englisch).
29. ↑  John L Smith: Meshulam Riklis Leaves Lasting Legacy On Las Vegas. Abgerufen am 26. Juli 2023 (englisch).
30. ↑  Nathan Vardi: The Check Is Not in the Mail. In: Forbes. 30. September 2002, abgerufen am 25. Juli 2023 (amerikanisches Englisch).
31. ↑  Rapid-American Files Bankruptcy Citing Asbestos Liability. In: Bloomberg. 8. März 2013 (bloomberg.com [abgerufen am 25. Juli 2023]).
32. 1 2 3  New Israeli record: Painting fetches NIS 31M. In: ynet. 3. Juli 2013, abgerufen am 7. April 2025 (englisch).
33. 1 2  Lazar Berman: NIS 30 million Modigliani to be auctioned in Jerusalem. In: Times of Israel. Abgerufen am 7. April 2025 (amerikanisches Englisch).
34. ↑  Art Market Watch. In: Art.net. Abgerufen am 7. April 2025.
35. ↑  Pablo Picasso's Mandoline et portée de musique. In: Christie's. Abgerufen am 7. April 2025 (englisch).
36. ↑  Sculptures on Wheels. Tel Aviv Museum of Art, abgerufen am 7. April 2025 (englisch).
37. ↑  Douglas C. McGill: MODERN MUSEUM NAMES A GALLERY FOR DONOR. In: The New York Times. 3. Oktober 1985, ISSN 0362-4331 (nytimes.com [abgerufen am 7. April 2025]).
38. ↑  Riklis Collection of McCrory Corporation. In: MOMA. Abgerufen am 7. April 2025 (englisch).
39. 1 2  Meshulam Riklis. In: Moreshet.com. Abgerufen am 7. April 2025 (englisch).
40. ↑  Meshulam Riklis and Pia Zadora are shown on their wedding day, Sept. 18, 1977. (Pia Zadora). Abgerufen am 25. Juli 2023 (amerikanisches Englisch).
41. 1 2  Daniel E. Slotnik: Mona Ackerman, Advice Columnist, Dies at 66. In: The New York Times. 6. Dezember 2012, ISSN 0362-4331 (nytimes.com [abgerufen am 25. Juli 2023]).
42. ↑  Butterfly – Der blonde Schmetterling | Film, Trailer, Kritik. Abgerufen am 25. Juli 2023.
43. ↑  Meshulam Riklis Made Stars of Pia Zadora and the Riviera. Abgerufen am 25. Juli 2023 (amerikanisches Englisch).
44. ↑  Dov Kornits: Ten Billionaires Who Were Stung by Hollywood. In: FilmInk. 9. März 2020, abgerufen am 25. Juli 2023 (australisches Englisch).
45. ↑  Pickfair :: Pickfair Estate. Abgerufen am 25. Juli 2023.
46. ↑  Seth Abramovitch: Golden Globes: Pia Zadora Defends Controversial Win, Insists Ex-Husband “Did Not Buy” Award. In: The Hollywood Reporter. 8. Januar 2015, abgerufen am 25. Juli 2023.
47. ↑  This $7M NYC penthouse's terrace is bigger than your apartment. In: New York Post. 29. November 2023, abgerufen am 9. August 2025 (amerikanisches Englisch).

| Personendaten    | Personendaten                            |
| ---------------- | ---------------------------------------- |
| NAME             | Riklis, Meshulam                         |
| KURZBESCHREIBUNG | israelischer Finanzier und Geschäftsmann |
| GEBURTSDATUM     | 2. Dezember 1923                         |
| GEBURTSORT       | Istanbul                                 |
| STERBEDATUM      | 25. Januar 2019                          |
| STERBEORT        | Tel Aviv                                 |